# 쉘부르의 우산
《쉘부르의 우산》(프랑스어: Les Parapluies de Cherbourg)은 자크 드미가 감독하고 카트린느 드뇌브와 니노 카스텔누오보가 주연한 1964년 프랑스의 뮤지컬 영화이다. 미셸 르그랑이 음악을 작곡했으며, 영화에서 등장하는 대화는 모두 레치타티보로 이루어져있다.
《쉘부르의 우산》은 자크 드미의 영화 중 비공식으로 불리는 "낭만 3부작"의 두번째 영화이다. 이 3부작은 일부 배우와 등장인물, 종합적인 구성이 유사하며, 이전 영화는 《롤라》(1961년), 다음 영화는 《로슈포르의 연인들》(1967)이다. 프랑스에서 1,274,958명의 관객을 동원하며 흥행에 성공했다.

## 줄거리

### 1부: 출발 (1957년 11월)
에메리 부인과 그녀의 17세 딸 주느비에브는 노르망디 지방의 해안 마을인 셰르부르에서 작고 어려운 우산 부티크를 운영한다. 기는 편찮은 고모이자 대모인 엘리즈와 함께 살며 그녀를 돌보는 젊은 자동차 정비공이다. 부티크는 친절하고 젊으며 매우 부유한 파리 보석상 롤랑 카사르가 에메리 부인의 보석 일부를 사기로 동의하면서 파산 직전에서 벗어난다. 에메리 부인은 못마땅해하지만, 기와 주느비에브는 깊이 사랑하며 결혼하여 첫 아이의 이름을 프랑수아즈로 지을 계획이다. 동시에 엘리즈를 돌보는 조용한 젊은 여성 마들렌은 기를 은밀히 사랑하고 있다. 기는 징병되어 알제리 전쟁에 참전하게 된다. 그가 떠나기 전날 밤, 그와 주느비에브는 변치 않는 사랑을 맹세하고 잠자리를 같이한다.

### 2부: 부재 (1958년 1월 – 4월)
주느비에브는 자신이 임신했다는 것을 알게 되고 기에게 편지를 쓰지만, 그의 답장은 간헐적이다. 그녀의 어머니는 기가 그녀를 잊었으니 다른 사람을 찾아야 한다고 말한다. 주느비에브는 임신에도 불구하고 그녀와 결혼하고 싶어 하는 롤랑에게 구혼을 받는다. 드미의 영화 삼부작 간의 연결 중 하나로, 롤랑은 이전에 롤라 (1961)에서 제목의 인물에게 구애했지만 실패했고, 이제 이 이야기의 일부를 에메리 부인에게 들려준다. 에메리 부인은 주느비에브에게 롤랑과 함께하는 안정적인 미래를 선택하도록 촉구한다. 롤랑은 3개월 동안 암스테르담에 갈 것이며, 돌아올 때까지 주느비에브의 답변을 기다릴 것이라고 발표한다. 그가 돌아오자 주느비에브는 대성당에서 그와 결혼하지만, 그녀는 자신의 결정에 대해 양가적인 태도를 보인다.

### 3부: 귀환 (1959년 3월–1963년 12월)
전쟁에서 부상을 입고 돌아온 기는 주느비에브가 결혼하여 셰르부르를 떠났다는 것을 알게 된다. 그는 민간인 생활에 재적응하는 데 어려움을 겪는다. 정비소에서 상사와 다툰 후 직장을 그만두고, 허름한 술집에서 술을 마시며 매춘부와 밤을 보낸다. 아파트로 돌아왔을 때, 마들렌은 엘리즈가 죽었다고 말한다. 기는 마들렌이 자신을 사랑한다는 것을 알게 되고, 그녀의 도움으로 삶을 재건한다. 유산을 사용하여 새로운 미국식 주유소를 연다. 마들렌은 그와 결혼하기로 동의하지만, 그가 주느비에브를 잃은 후 단지 회복 중인 것은 아닌지 궁금해한다.
4년 후, 눈 내리는 크리스마스 이브에 기와 마들렌은 어린 아들 프랑수아와 함께 그들의 주유소 사무실에 있다. 마들렌과 프랑수아가 산타클로스를 만나러 떠나자, 이제 부유해진 주느비에브와 그녀의 딸 프랑수아즈가 도착한다. 기는 주느비에브를 주유소 사무실로 초대하고, 그녀는 결혼 이후 셰르부르에 온 것이 처음이라고 밝힌다. 기는 딸을 만나고 싶냐는 질문에 거절한다. 나가는 길에 주느비에브는 차를 몰고 떠나기 전 마지막으로 기를 뒤돌아본다. 마들렌이 프랑수아와 함께 돌아오고, 기는 키스로 그녀를 맞이한다.

## 출연

### 주연
- 까뜨린느 드뇌브
- 니노 카스텔누오보
- 안네 베르농
- 마크 미셸
- 엘렌 파너
- 미레일 페리

### 조연
- 장 샹피옹
- 피에르 케이든
- 도로시 브랭크

## 기타
- 미술: 버나드 에베인
- 의상: 자클린 모로

## 같이 보기
- 제37회 아카데미상 외국어영화상 출품작 목록